# Alice Roth
Alice Roth (Berna, 6 de fevereiro de 1905 – Berna, 22 de julho de 1977) foi uma matemática suíça, que trabalhou com teoria da aproximação.

## Vida
Roth estudou após o Abitur a partir de  1924 matemática, física e astronomia no Instituto Federal de Tecnologia de Zurique (ETH Zurique), com o diploma em 1930 com George Pólya, com quem obteve em 1938 um doutorado com a tese Approximationseigenschaften und Strahlengrenzwerte meromorpher und ganzer Funktionen. Foi a segunda mulher a obter um doutorado em matemática no ETH Zurique.